# Права ЛГБТ в Саудовской Аравии
Гомосексуальность в Саудовской Аравии, как и любое сексуальное поведение за пределами брачного союза, строго порицается. Саудовская Аравия живёт по законам шариата и является одной из 63 стран мира, в которых однополые отношения считаются преступлением, а также одной из восьми государств мира (наряду с Объединёнными Арабскими Эмиратами, Ираном, Катаром, Йеменом, Мавританией, Нигерией и Сомали), в которых они могут наказываться смертной казнью. В связи с нелегальным положением гомосексуальности в стране отсутствует открытое ЛГБТ-движение.
В апреле 2020 года в Саудовской Аравии смертная казнь за однополые отношения среди несовершеннолетних была заменена на срок, не превышающий 10 лет.

## Преследование по законам шариата
В Саудовской Аравии отсутствует уголовный кодекс, и судебная система страны руководствуется законами шариата. Кроме того, судебная система строится на основе фетв, вынесенных религиозными лидерами страны.
Сексуальные контакты между мужчинами в Саудовской Аравии являются тяжким преступлением. Женатый мужчина, обвинённый в мужеложстве, приговаривается к смерти путём забивания камнями (раджм), а неженатый — к ста ударам плетью и ссылке на срок, равный одному году. Немусульманин, совершивший мужеложство с мусульманином, также забивается камнями.
Несмотря на предписание смертной казни, власти страны обычно предпочитают не прибегать к высшей мере, а назначать телесные наказания, тюремные заключения и денежные штрафы.
Незаконным в Саудовской Аравии является также и любая половая связь за пределами брака, в том числе, и сексуальные контакты между женщинами.